# Mary Leebody
Mary Leebody (1847–1911) fue una botánica norirlandesa, conocida por su trabajo en la flora de los Condados de Londonderry y de Donegal.

## Biografía
Mary nació en Portaferry, Condado de Down, en 1847. Se la ubica también como Mary Elizabeth Leebody, y en otras fuentes Mary Isabella Leebody. Aproximadamente hacia 1867, se casó con el profesor de matemática John Robinson Leebody de Foyle College, Derry, viviendo el resto de su vida en esa ciudad. Mary falleció en Derry, el 19 de septiembre de 1911.

## Obra botánica
Conocida como una científica de campo diligente, su trabajo se centró en la flora de los Condados de Antrim, Londonderry, y Donegal. Sus años más activos corresponden entre 1893 y 1904, y era conocida y corresponsal de Robert Lloyd Praeger.
Fue miembro activa  del Belfast Naturalists' Club de Campo. Durante los 1890s  colaboró con Praeger y Matilda Cullen Knowles, contribuyendo material para "The Flora of the North-east of Ireland supplement", de Praeger, de 1895.
Leebody se acredita con la adición de un número de nuevos registros irlandeses, incluyendo la orquídea americana Spiranthes romanzoffiana, en 1893, marcando el principio de su trabajo publicado. Otros registros publicados fueron Dryas octopetala en Muckish, Teesdalia nudicaulis en Lough Neagh, y Malaxis en Slieve Snaght.